# George Jarvis Brush

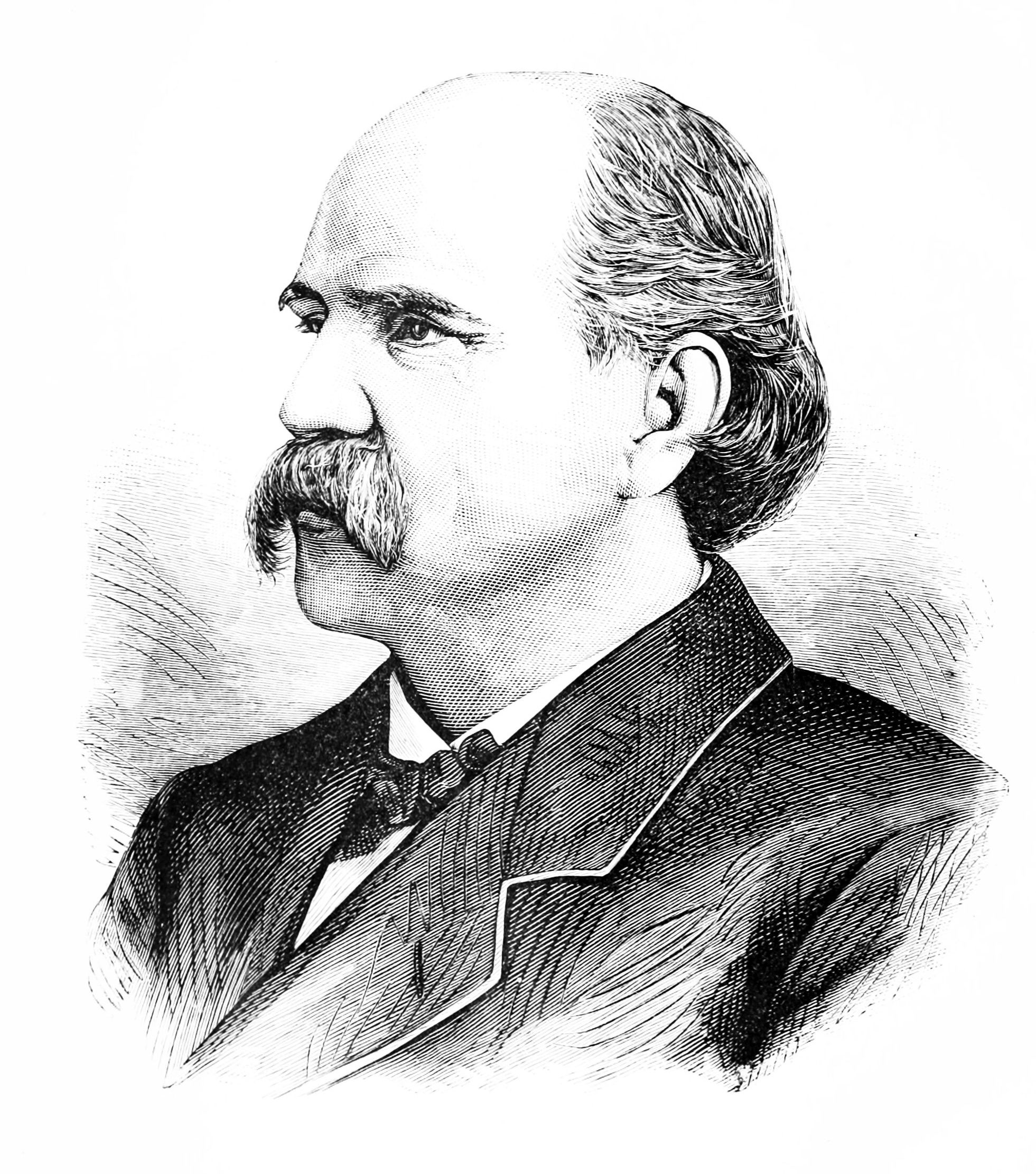
George Jarvis Brush (ca. 1881/1882)

George Jarvis Brush (* 15. Dezember 1831 in Brooklyn, New York; † 6. Februar 1912) war ein US-amerikanischer Mineraloge.

## Leben
George Brush war der Sohn eines erfolgreichen Importkaufmanns und kam mit 15 Jahren auf die Schule von Theodore S. Gold in West Cornwall (Connecticut), wo sein wissenschaftliches Interesse erwachte. Er arbeitete zunächst für ein Handelshaus in New York City und sollte aufgrund einer Erkrankung danach in die Landwirtschaft gehen. 1848 besuchte er Vorlesungen über Chemie, Landwirtschaft, Mineralogie und Metallurgie in New Haven bei Benjamin Silliman an der Yale University. 1850 wurde er Assistent von Silliman an der University of Louisville (Silliman lehrte dort Chemie und Toxikologie in der Medizinischen Fakultät) und wurde in das Graduiertenprogramm der Sheffield School of Science in Yale aufgenommen, wo er 1852 promoviert wurde. Danach war er 1852/53 an der University of Virginia (wo er im American Journal of Science erste Arbeiten über Mineralien veröffentlichte) bevor er auf Reisen nach Europa ging, wo er Kontakte zu europäischen Mineralogen und Chemikern knüpfte. Er war in München bei Justus von Liebig, Franz von Kobell und Max von Pettenkofer und an der Bergakademie Freiberg.
1855 wurde er Professor für Metallurgie an der Sheffield Scientific School in Yale, verbrachte aber noch ein Jahr in England an der Royal School of Mines und dem Studium der Bergwerke und Hüttenwerke in England. 1864 übernahm er auch die Lehre der Mineralogie und ab 1871 war er nur noch Professor für Mineralogie. Er wurde 1872 Direktor der Sheffield Scientific School und widmete sich von da an fast nur noch administrativen Aufgaben – ab 1884 hielt er auch keine Vorlesungen mehr. Professor in Mineralogie wurde 1893 Samuel Lewis Penfield, der dort auch schon ab 1879 Instructor war. 1898 ging er in den Ruhestand, blieb der Schule aber als Sekretär, Schatzmeister und Verwaltungsratsvorsitzender verbunden. 1904 übergab er seine Sammlung von 15.000 Mineralien der Schule, später kam sie ans Peabody Museum of Natural History. Brush war einer der Trustees des Peabody Museum und vermehrte die ursprüngliche Stiftung von George Peabody durch geschickte Geldanlage.
Sein Manual of determinative Mineralogy erlebte viele Auflagen und wurde später von Penfield bearbeitet. Brush selbst bearbeitete die Neuauflagen von Dana′s System of Mineralogy (von James Dwight Dana) ab 1854 (4. Auflage). 1863 bis 1879 war er Mitherausgeber des American Journal of Science.
Neben seiner Tätigkeit hatte er auch Aufsichtsratsposten in der Industrie, er war einer der Direktoren der Jackson Iron Co. im Lake Superior District und einer der Direktoren der New Haven, New York and Hartford Railroad ab 1893.

## Ehrungen und Mitgliedschaften
Ein von Charles Upham Shepard 1856 zunächst als Epiglaubit beschriebenes, neues Mineral wurde 1865 durch Gideon Emmet Moore (1842–1895) noch einmal wissenschaftlich präzise beschrieben und zu Ehren von Brush als Brushit bezeichnet.
1868 wurde er Mitglied der National Academy of Sciences, 1871 der American Academy of Arts and Sciences und 1879 Ehrenmitglied der Mineralogical Society of Great Britain and Ireland. 1886 erhielt er den Ehrendoktortitel in Jura an der Harvard University. Außerdem war er Mitglied der Geological Society of London und der Bayerischen Akademie der Wissenschaften (seit 1862).

## Schriften
- Manual of determinative Mineralogy, 1874 (erweiterte Auflage 1898 mit Penfield)